# Chala (socken)
Chala (kinesiska: 察拉, 察拉乡) är en socken i Kina. Den ligger i den autonoma regionen Tibet, i den sydvästra delen av landet, omkring 630 kilometer öster om regionhuvudstaden Lhasa. Antalet invånare är 1620. Befolkningen består av 807 kvinnor och 813 män. Barn under 15 år utgör 31 %, vuxna 15-64 år 63 %, och äldre över 65 år 5,0 %.
Genomsnittlig årsnederbörd är 634 millimeter. Den regnigaste månaden är juli, med i genomsnitt 169 mm nederbörd, och den torraste är november, med 2 mm nederbörd.